# Ariel Ortega
Ariel Ortega (* 4. března 1974, Ledesma, Jujuy, Argentina) je bývalý argentinský reprezentační fotbalista, útočník či ofenzivní záložník, který velkou část kariéry strávil v argentinském velkoklubu CA River Plate. Hráč přezdívaný „El Burrito“ (Malý osel) patřil mezi talentované fotbalisty, jehož výkony negativně ovlivnily temperament a alkoholismus.

## Klubová kariéra
Ortega započal s profesionálním fotbalem v 17 letech u argentinského River Plate. V létě roku 1996 zamířil do Evropy, zahrál si za španělskou Valencii, za italské kluby Sampdorii Janov a Parmu, aby se v roce 2000 vrátil do rodné Argentiny zpět do River Plate. Odtud v roce 2002 odešel do Turecka, do Fenerbahçe.
Za turecký tým nastoupil v 17 zápasech, pro údajné neshody se spoluhráči se v únoru 2003 nevrátil z reprezentačního zápasu s Nizozemskem. Během června 2003 obdržel pokutu ve výši 9,5 milionu eur a na 19 měsíců si fotbal na profesionální úrovni nezahrál.
V roce 2004 odešel do argentinského klubu CA Newell's Old Boys. S týmem, přezdívaným Los Leprosos, získal ve stejném roce titul.
Mezi roky 2006 a 2012 se znovu nakonec ocitl v River Plate. V prvním — exhibičním — zápase proti týmu Evertonu (z Anglie) se gólově prosadil a vstřelil jedinou branku celého utkání.

## Reprezentační kariéra
Ortega nastupoval za argentinskou reprezentaci 1993 až 2003. Zahrál si na mistrovství světa v letech 1994, 1998 a 2002. Na dlouhé roky bylo posledním zápasem přípravné utkání s Nizozemskem v roce 2003. Poslední jeden zápas odehrál v roce 2010, když jej trenér Diego Maradona nominoval na přátelský zápas s Haiti, do nominace na MS 2010 se nakonec neprobojoval.
MS 1998
Ortega se gólově prosadil ve druhém skupinovém zápase proti Jamajce, když dvěma góly přispěl k výhře 5-0. Ve čtvrtfinálovém zápase proti Nizozemsku se při snaze dostat přes obránce Jaapa Stama vrhl k zemi, což přimělo brankáře Nizozemska Edwina van der Sara zvednou jej z trávníku. Ortega jej při zvednutí zasáhl do čela, načež se brankář skácel k zemi a Ortega byl vyloučen. Argentina nakonec podlehla díky gólu Dennise Bergkampa 1-2.

## Styl hry
Ortegu zdobil vynikající dribling a vedení balónu. Uměl skórovat z přímých kopů. Naopak postrádal taktickou vyspělost a byl kritizován za svoji sobeckost.
Díky svému talentu byl přirovnáván k Diegu Maradonovi.

## Úspěchy
Během působení v nejvyšší argentinské lize Primera División získal celkově 6 titulů – 5× s River Plate a 1× s Newell's Old Boys.